# Milly Reuter
Milly Reuter (Frankfurt am Main, 1 oktober 1904––30 april 1976) was een atleet uit Duitsland.
Op de Olympische Zomerspelen van Amsterdam in 1928 werd Reuter voor Duitsland vierde op het onderdeel discuswerpen.
Reuter werd met discuswerpen Duits nationaal kampioene in 1925, 1926 en 1928. Ook wierp ze tweemaal het wereldrecord.
In 1939 werd ze nationaal kampioene golf.

## Privé
Reuter was partner van de atleet Willy Dörr, maar maakte altijd duidelijk dat ze als juffrouw wilde worden aangesproken. Hierdoor was ze een gewild onderwerp van de roddelpers.
- Bibliothèque nationale de France: cb17721089k (data)
- International Standard Name Identifier: 0000 0004 6468 6224
- Virtual International Authority File: 3694152331604603260004